# Ардас
А́рда (в Греции — А́рдас; греч. Άρδας, болг. Арда, тур. Arda, лат. Harpessos) — река на юге Болгарии, низовье на северо-востоке Греции. Короткий участок течения около устья является границей между Турцией и Грецией. Правый приток реки Марица.
Река берёт начало в горах Родопы к юго-западу от села Арда. Течёт в восточном направлении. Впадает в Марицу к западу от турецкого города Эдирне. Длина — 278 км (на территории Болгарии — 229 км), площадь водосборного бассейна — 5600 км² (в пределах Болгарии — 5213 км²). Наибольший сток в феврале и марте.
На реке расположены водохранилища и гидроэлектростанции: Кырджали, Студен-Кладенец и Ивайловград. В нижнем течении Ардас судоходна.
Города на реке: Рудозем, Кырджали, Маджарово.

## Галерея

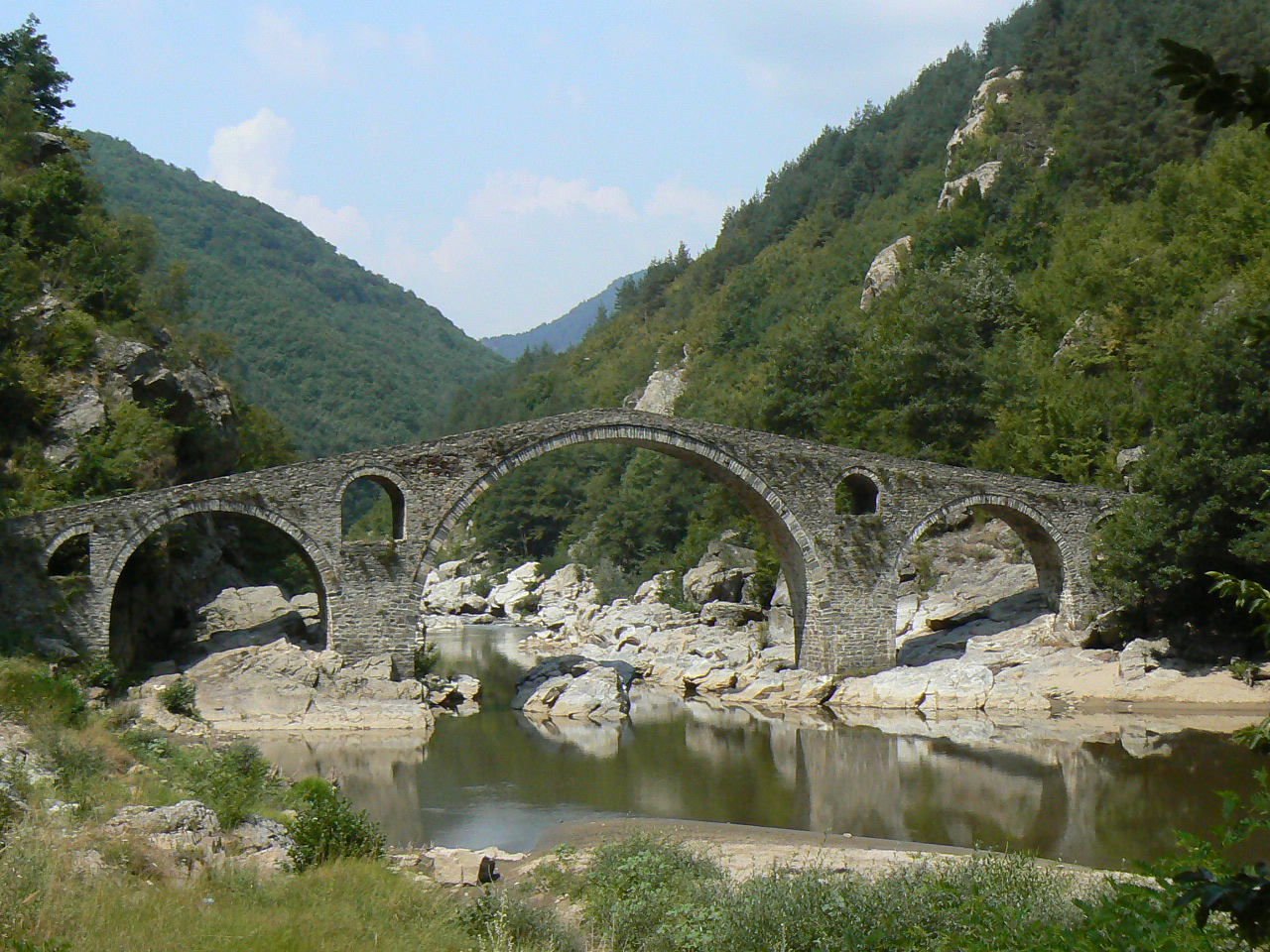
Дьявольский мост
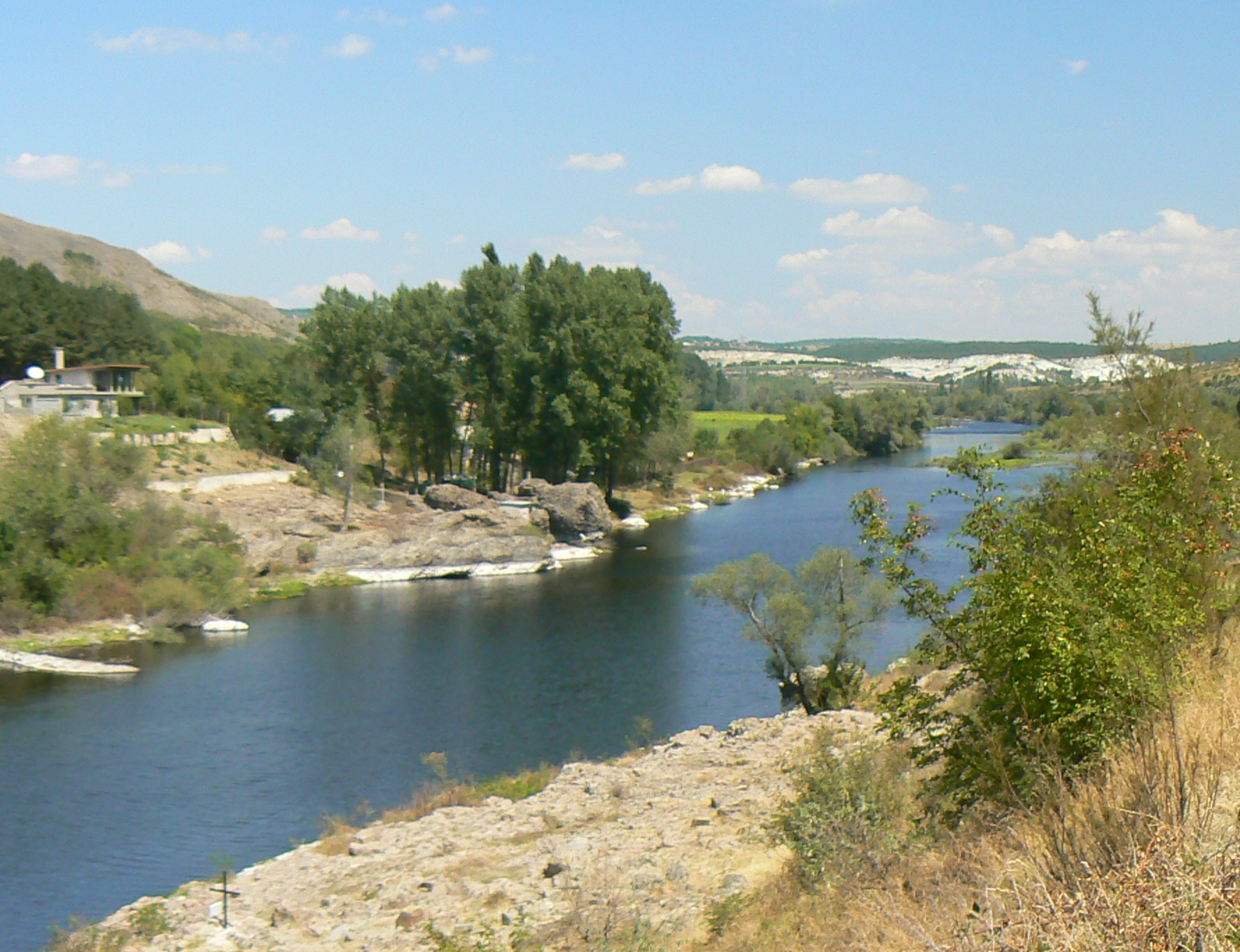
Устье реки перед дамбой «Студен кладенец»
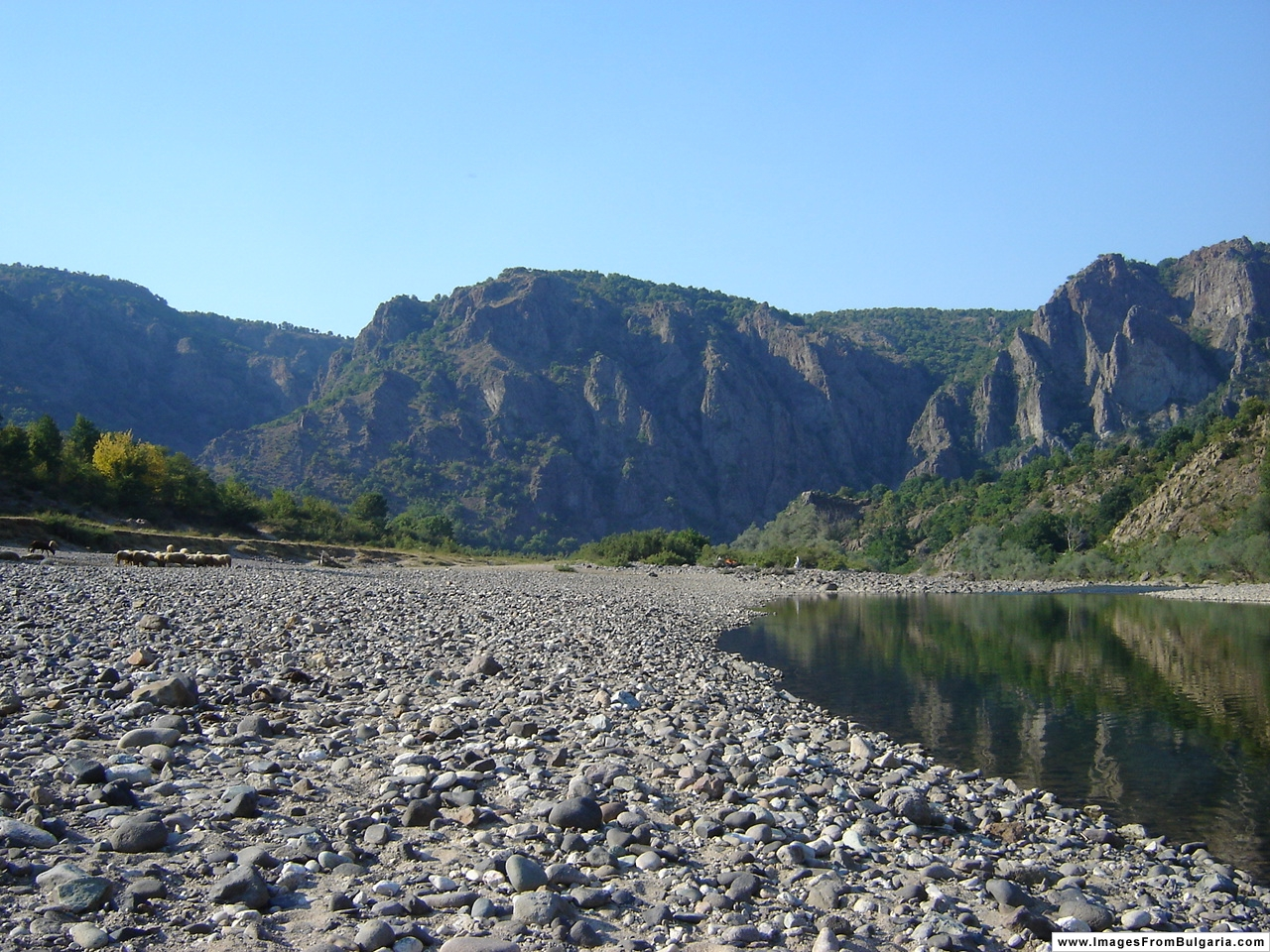
Река рядом с городом Маджарово
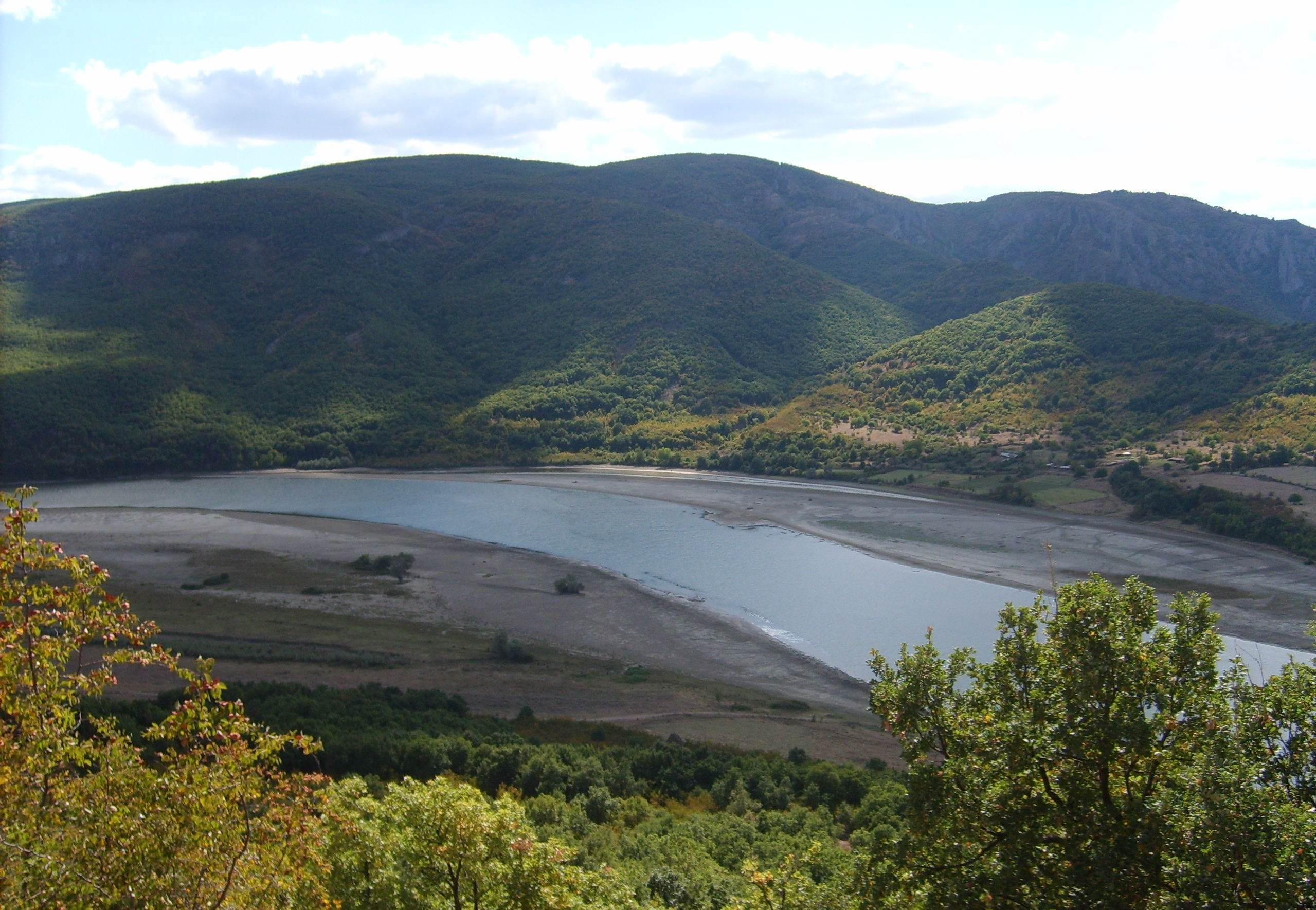
В Хасковской области